# Gustave Ribaud
Pour les articles homonymes, voir Ribaud.
Gustave Marcel Ribaud, né le 9 janvier 1884 à Conflans-sur-Lanterne (Haute-Saône) et mort le 8 octobre 1963 à Strasbourg, est un physicien français. Il est spécialiste en thermodynamique, professeur à la Faculté des sciences de Paris et membre de l'Académie des sciences.

## Biographie

### Parcours
Fils d'un chef de gare, Gustave commence ses études au lycée de Belfort puis rejoint le lycée de Nancy (mathématiques spéciales, 1905). Il est  élève à l'École normale supérieure de 1906 à 1909, année où il est licencié ès sciences et agrégé de physique. Il est alors nommé au lycée de Chartres  où il enseigne d'octobre 1909 à octobre 1911.  En 1912 il est préparateur à l'École normale supérieure et commence l'écriture de sa thèse. Mais la guerre de 1914 interrompt ses travaux : il est mobilisé et passe les deux premières années de la guerre en Alsace, dans la Meuse et en Champagne puis il est affecté dans une section de repérage par le son. Il reprend son poste en 1919 et soutient, toujours en 1919, la thèse en sciences physiques lui permettant d'être docteur. Elle est une Contribution à l'étude de l'absorption de la lumière par les gaz (régions continues et raies d'absorption), son directeur de thèse est Aimé Cotton. 
Il obtient un poste de maître de conférences à la Faculté des sciences de Strasbourg ; en 1928 il est professeur. En 1933 l'Université des sciences de Paris crée pour lui une chaire de hautes températures. Il est professeur dans cette université jusqu'à son départ à la retraite en 1954. Ce départ de l'Université ne met pas fin à ses activités scientifiques : le CNRS crée alors pour lui le Laboratoire des échanges thermiques et il assure plusieurs présidences : la Société française de physique, la Commission de mécanique et thermodynamique du Comité national du CNRS. Il siège sans des conseils scientifiques d'entreprises : Société des Verreries de Saint-Gobain , Gaz de France, la Société de l'Air Liquide.
En 1947 il succède à Paul Langevin dans la section de physique de l'Académie des sciences.
Gustave Ribaud s'est marié à Strasbourg le 15 juillet 1921 avec Alberte Huntzbüchler, professeur au lycée de jeunes filles de Strasbourg.

### Travaux
Alfred Kastler dans sa notice sur la vie et les travaux de Gustave Ribaud distingue trois périodes :
Au cours de ses années de thèse Gustave Ribaud cherche à élucider un des problèmes fondamentaux de la spectroscopie de l'époque l'étude quantitative des régions continues d'absorption des vapeurs. Il collabore avec le physicien américain R.W. Wood ; ils  publient en 1914 le résultat de leurs recherchent dans le Journal de Physique et dans le Philosophical Magazine.
Il consacre ses années strasbourgeoises, de 1920 à 1933 à l'obtention de hautes températures par la méthode du chauffage par induction, conduisant à la mise au point du four à induction, ainsi qu'à la mesure de ces hautes températures. Il publie trois articles parus au Journal de Physique en 1923, en 1925 et en 1932, dans lesquels il dégage les lois qui régissent cette méthode de chauffage.
De 1933 à 1963 il conduit des recherches sur des problèmes de thermique. Il étudie les problèmes de la physique mathématique posés par la propagation
de la chaleur ;  il examine des questions les plus pratiques : échauffement des outils de coupe, tirage des cheminées, transport du gaz dans des conduits à longue distance...

### Récompenses
- Prix des trois physiciens, 1954 [6]
- Prix Henri de Parville, de l’Académie des sciences, 1926
- Prix Hébert, de l’Académie des sciences, 1931
- Prix Marquet, de l’Académie des sciences, 1942

## Publications
- Le rayonnement des corps non noirs, Paris, 1929,  Gauthier-Villars, 84 p.
- Constantes thermodynamiques des gaz aux températures élevées,  Paris, 1952, Service de documentation et d'information technique de l'aéronautique, Impr. S.D.I.T., 171 p.
- Les hautes températures, Paris, 1939,  Alcan, 172 p.
- Mesure des températures, Paris, 1958,  Armand Colin, 224 p.
- Traité de pyrométrie optique, préface de Charles Fabry,  Paris, 1931,  éditions de la Revue d'optique théorique et instrumentale, 487 p.